# St. Martin (Oberelkofen)
Koordinaten: 48° 1′ 29,2″ N, 11° 57′ 45,4″ O
Die katholische Filialkirche St. Martin in Oberelkofen, einem Ortsteil der Stadt Grafing bei München im oberbayerischen Landkreis Ebersberg, wurde im Kern im 13./14. Jahrhundert errichtet. Die Kirche am St.-Martin-Weg 5, außerhalb des Ortes gelegen, ist ein geschütztes Baudenkmal.

## Beschreibung
Schon 1315 ist St. Martin als Filialkirche der Pfarrei Öxing erwähnt. Der gotische Vorgängerbau war kleiner. Im Jahr 1733 verlängerte Thomas Mayr die Kirche um neun Meter und erneuerte den Dachstuhl, auf dem ein Dachreiter mit Zwiebelhaube errichtet wurde. Zur gleichen Zeit wurde eine Flachdecke eingezogen. Der Saalbau besitzt einen geraden Chorschluss. Die Vorhalle mit dem Beinhaus ist jüngeren Datums.
Der Altar aus dem 17. Jahrhundert zeigt den heiligen Martin als Bischof, der einem Bettler eine Münze reicht.